# Посткоммунистическая ностальгия

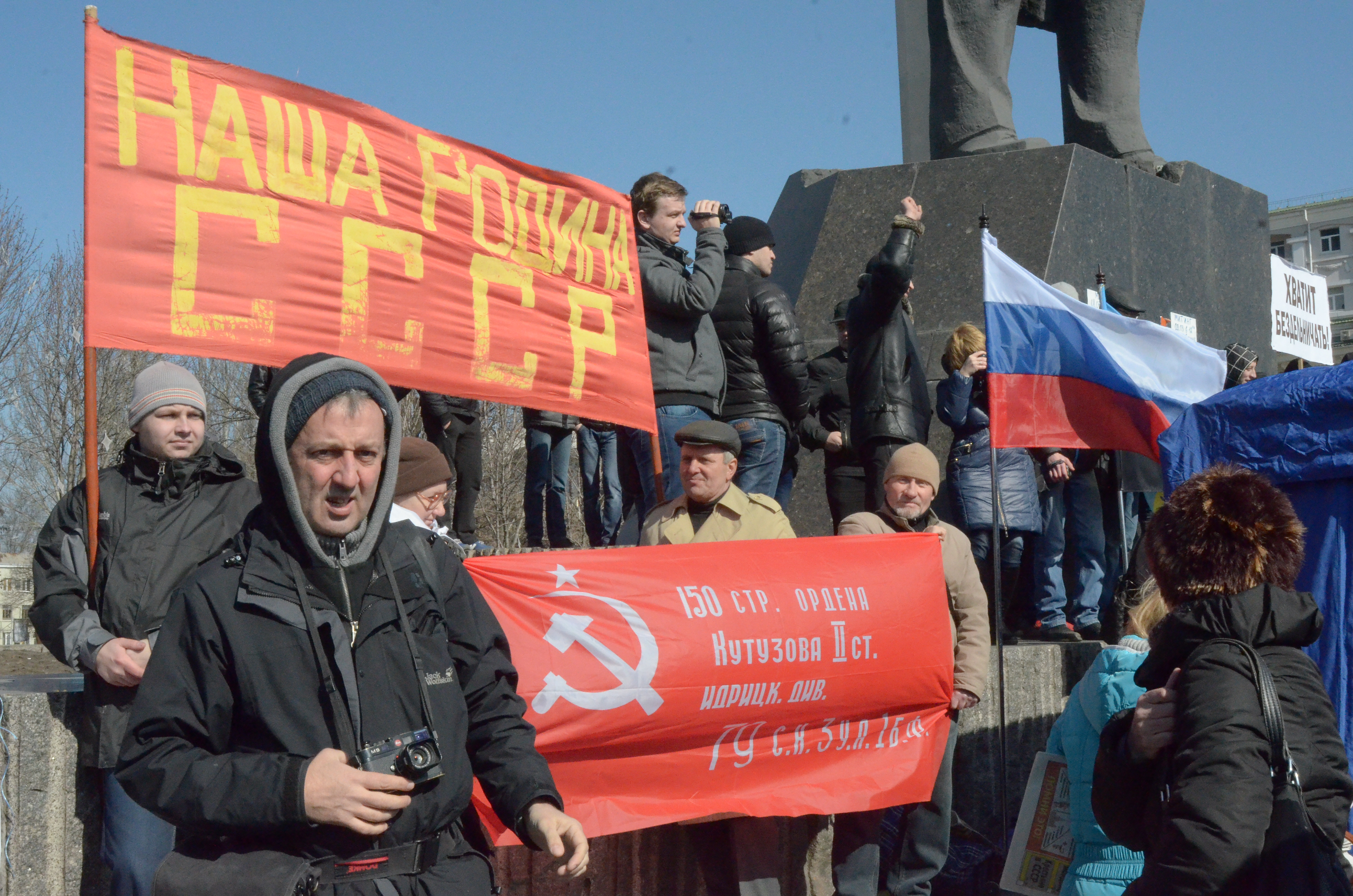

Посткоммунисти́ческая ностальги́я (постсоциалисти́ческая ностальги́я) — социальное чувство, характерное для определенных социальных общностей бывших стран социалистического лагеря, их рациональная и эмоциональная ориентация на идеализируемый и ушедший в прошлое общественный порядок (социалистический строй).
Можно определить как один из видов социальной ностальгии, то есть создаваемого post factum мифа о свойственных прошлому явлениях — образе жизни, идеалах и ценностях, общественном строе, отношениях в обществе. Этот миф представляет собой некий символ, используемый для познания повседневной реальности.
Исследователь Мария Тодорова утверждает, что ностальгия неверно воспринимается некоторыми теоретиками как болезнь. Тодорова использует немецкое слово «Vergangenheitsbewältigung», чтобы дать позитивное описание посткоммунистической ностальгии как переоценки прошлого и взаимодействия с ним. Современная ностальгия по социализму — явление, типичное для стран, переживших стремительные изменения в политической ориентации и идеологии.
Доминик Буайе (Dominic Boyer) пишет, что постсоциалистическая ностальгия чаще всего интерпретируется не как желание вернуться к социализму самому по себе. Вместо этого, ностальгия понимается как желание вернуть обратно жизнь, какой она была в те времена, например, безопасной, понятной или простодушной. Иными словами, такая ностальгия — психологическая или эмоциональная опора, попытки справиться с настоящим. Западные немцы, говоря о восточных немцах, описывали это как абсолютно понятный защитный механизм для людей, проживших половину своей жизни в застое, где всё определялось государством, чтобы потом столкнуться с тем, что вся уверенность, настоящая и выдуманная, была сметена во второй половине их жизни реальностью общества, ориентированного на рынок.

## Причины и основы посткоммунистической ностальгии
Малкольм Чейз и Кристофер Шоу предполагают, что для развития ностальгии необходимы три фактора:
- Индивид должен понимать, что время линейно и прошлое нельзя вернуть.
- Индивид должен быть разочарован текущей ситуацией или средой.
- Чтобы индивид мог «воспроизвести» ностальгию, необходимо наличие материальных объектов, артефактов ушедшей эпохи[5].

Доминик Бартмански в работе «Успешные иконы эпохи, потерпевшей крах: переосмысливая посткоммунистическую ностальгию» делает обзор исторической ситуации, ведущей к возникновению посткоммунистической ностальгии. Принципиальными факторами, по мнению Бартмански, стали: состояние неопределенности и смена ожиданий, возникающих у людей в ходе изменения социального порядка. Бартмански рассматривает развитие социально-политической ситуации в Германии и Польше конца 1980-х — начала 1990-х годов. Состояние общества в тот период Бартмански характеризует понятием «неопределенность». Должен был произойти переход от реальности коммунизма к реальности, основанной на западных ценностях. То-есть то, что считалось нормальным повседневным порядком жизни в социалистических странах, теперь радикально менялось на основе представлений о капиталистических ценностях как основе существования прогрессивного западного сообщества.
Бартмански пишет, что переход к капиталистической реальности сопровождался утопическими тенденциями, связанными с отношением к капитализму, демократии и свободному рынку. Столкновение со сложностями, которые сопровождали появление нового порядка, превратило утопические представления в коллективное чувство разочарования. Появились первые знаки ностальгии по коммунистическому прошлому. В результате, была установлена связь между проблемами капиталистического перехода и ностальгией по коммунизму. Бартмански пытается объяснить стремление людей к потерпевшей крах реальности. По его мнению, посткоммунистическая ностальгия — не личная эмоция или политическая реакция, а коллективное чувство (в понимании Дюркгейма).

## Примеры проявления посткоммунистической ностальгии
В специальном репортаже агентства Reuters «В Восточной Европе люди тоскуют по социализму» говорится о ностальгических настроениях населения стран Восточной Европы по отношению к коммунистическому прошлому. Ностальгия по прошлому растет в маленьких балканских странах и во всем бывшем советском блоке. В Болгарии, согласно репортажу, посткоммунистическая ностальгия особенно распространена среди пожилых людей, но в последнее время охватывает и молодёжь.

Раньше мы жили лучше. Мы ездили в отпуск на море и в горы, было много одежды, обуви, еды. А сейчас большая часть дохода тратится на еду. Люди с высшим образованием остаются без работы, многие уезжают за границу.

- Анелия Беева (Anelia Beeva), 31 год, г. Белене.
Оригинальный текст (англ.) We lived better in the past. We went on holidays to the coast and the mountains, there were plenty of clothes, shoes, food. And now the biggest chunk of our incomes is spent on food. People with university degrees are unemployed and many go abroad..

35-летнее правление Тодора Живкова начинает казаться гражданам Болгарии золотой эрой по сравнению с настоящим временем, где растёт уровень коррупции и преступности. Более 60 % населения считает, что при социализме они жили лучше.
По утверждению авторов статьи, в Москве в последние годы были открыты несколько ресторанов в советском стиле, в некоторых из них проводятся «ностальгические вечеринки», где молодые люди, одетые как пионеры, танцуют под советскую музыку.
Что касается России, то, согласно исследованию, опубликованному в 2002 году политическая и экономическая системы, лидеры, отношения между людьми, — вся обстановка 1970—1980-х чаще всего представляется более предпочтительной по сравнению с нынешней. На вопрос «Согласны ли Вы с тем, что было бы лучше, если бы все в стране оставалось так, как было до 1985 года» во всех без исключения наблюдаемых группах за 10 лет произошел явный сдвиг (с 45 % в 1992 г. до 54 % в 2001 году) симпатий к ситуации «до 1985 года», причем наиболее заметно уменьшилась доля несогласных, то есть заметно ослабло сопротивление ностальгическим настроениям.
Исследователи Г. Е. Зборовский и Е. А. Широкова утверждают, что ностальгические настроения пронизывают Россию. Огромные группы населения сочувствуют идеалам, провозглашенным в советском обществе коммунистическим учением. Эти настроения меняют на установки и поведение людей, отражаются на общем социальном самочувствии, оживляют в сознании общества элементы советской системы, гарантировавшие стабильность и благополучие. В качестве примера авторы исследования называют обращение к внешней атрибутике советского государства: принятие Государственной Думой закона о государственной символике и гимн, написанный на старую музыку композитора А. Александрова.

## Разновидности посткоммунистической ностальгии

### Югоностальгия
Югоностальгия (англ. Yugo-nostalgia, серб. , черног. и макед. Југоносталгија, босн. , хорв. и словен. Jugonostalgija) может быть определена как ностальгия по фантазиям, связанным с СФРЮ, существовавшей с 1945 по 1991 год (определение Николь Линдстром). Ностальгия по социалистической Югославии, по мирной жизни, часто отождествляемой с периодом правления Иосипа Броза Тито.
Современные проявления югоностальгии включают в себя музыкальные группы, использующие югославскую символику или символику, связанную с Тито, произведения искусства, фильмы, театральные постановки и многочисленные тематические туры по главным городам бывших югославских республик.
По сообщению BBC от 2004 года, сербский бизнесмен Бласко Габрич создал в своем саду объект под названием «Юголенд», где попытался воссоздать атмосферу СФРЮ.

Нельзя винить людей за ностальгические чувства. Во времена Тито югославы имели бесплатную медицину, бесплатное образование, работу с достойной зарплатой и мир. Сейчас же жизнь многих из них — это ежедневная борьба за выживание.

- «Nostalgic Yugoslav re-creates land of Tito». BBC News.
Оригинальный текст (англ.) And people can't be blamed for feeling nostalgic.Under Tito Yugoslavs had free health care, free education, a job for life, and peace.Life for many of them now is a daily struggle to survive..

Социологи здесь (на Балканах) говорят о тренде на территории всего Балканского полуострова, который они называют «югоностальгия», когда люди всех поколений тоскуют по прошлому — даже авторитарному. Пока они борются с наследием войн, экономических трудностей и суровой реальностью жизни в маленьких странах, весь мир, кажется, забыл о них.

- Ден Билефски,The New York Times.
Оригинальный текст (англ.) But sociologists here say it reflects a trend across the Balkans they call Yugonostalgia, in which young and old yearn for the past — even an authoritarian one — as they struggle with a legacy of wars, economic hardship and the grim reality of living in small countries the world often seems to have forgotten..

### Остальгия
Остальгия — это ностальгия по временам и культуре ГДР.
Марина Дмитриева считает это определение недостаточным. В работе «Остальгия. Заметки о восточногерманской визуальности» она утверждает, что остальгия включает в себя и невысказанную обиду, чувство собственной неполноценности, характерное для восточногерманских немцев.

## Критика
Существуют критики посткоммунистической ностальгии. Например, критике подвергается югоностальгия как опасное явление и анахронизм, приверженцы которого жаждут социальной стабильности коммунистических времен и поклоняются Тито, игнорируя существование (в тот период) бедности, национализма, политических репрессий и цензуры. Например, министр иностранных дел Словении Димитрий Рупел выражал свою озадаченность ностальгией. По его мнению, в Югославии все были бедными, а правящий режим был диктаторским.
Некоторые критики посткоммунистической ностальгии в России считают, что такая ностальгия — результат действий актуальной власти, которая пытается реабилитировать Советский Союз, чтобы оправдать свою жесткую политику в отношении СМИ и оппозиционных партий. По мнению историка Никиты Петрова («Мемориал») власть проводит сознательную политику идеализации советского прошлого.

Ностальгия по СССР — это своего рода контркультура, в которую люди могут поверить. Большинство людей, вероятнее всего, не захотели бы вернуться в СССР, но ностальгия по нему приносит им некоторое облегчение. Советский Союз был более эффективным государством всеобщего благосостояния, военной сверхдержавой, где было гораздо меньше экономической неопределенности и неравенства по сравнению с сегодняшним днем. Все это порождает ностальгию, которой власти могут воспользоваться.

- Михаил Черныш, эксперт официального Института социологии в Москве.

## В популярной культуре

### Кино
- Фильм Вольфганга Беккера «Гуд бай, Ленин!». Фильм повествует о том, как после объединения Германии сын пытается «сохранить» ГДР для своей матери (она не знала о том, что ГДР больше нет, так как была в коме) в пределах собственной квартиры. Девиз фильма: «ГДР ещё жива — на 79 квадратных метрах!»
- Российский телесериал «Оттепель» (режиссёр Валерий Тодоровский). Сериал посвящён советским кинематографистам 1960-х годов. Тодоровский пытался передать дух того времени.
- Российский комедийный сериал «Восьмидесятые» (создатель — Вячеслав Муругов). Повествует о жизни простых советских людей в 1980-х годах. Теглайн сериала: «Как хорошо мы плохо жили!»
- Фильм «Караул» (серб. Караула). Первый фильм после распада Югославии, произведенный при участии всех бывших югославских республик.